# ドリュー・ティミー
アンドリュー・マシュー・ティミー（Andrew Matthew Timme, 2000年9月9日 - ）は、アメリカ合衆国テキサス州リチャードソン出身のプロバスケットボール選手。NBAのブルックリン・ネッツに所属している。ポジションはパワーフォワード。

## 経歴

### ハイスクール
高校3年目のシーズンに平均27.7得点・17.9リバウンド・4.3アシストを記録し、テキサス州のMVPを受賞した。
2018年11月にゴンザガ大学へのコミットを発表した。他にはテキサス大学、テキサスA&M大学、ミシガン州立大学、イリノイ大学、アリゾナ大学、アラバマ大学からオファーを受けていた。

### カレッジ
1年目の2019-20シーズンは主にベンチから平均9.8得点、5.4リバウンドを記録し、WCCオールフレッシュマンチームに選出された。
2020-21シーズン、2020年11月27日のオーバーン大学戦で28得点、10リバウンドを記録した。このシーズンは平均19.0得点、7リバウンド、2.3アシストを記録し、カール・マローン賞を受賞。オールアメリカンセカンドチームにも選出された。チームはレギュラーシーズン無敗の好成績を記録し、NCAAトーナメントでも決勝まで進出したが、ベイラー大学に敗れ優勝を逃した。
2021-22シーズン、2021年11月13日のテキサス大学戦でキャリアハイとなる37得点を記録した。このシーズンは平均18.4得点、6.8リバウンド、2.8アシストを記録し、WCCの最優秀選手賞を受賞した。シーズン終了後、2022年のNBAドラフトにアーリーエントリーしたが、後に撤回して大学に残った。
2022-23シーズン、2023年1月21日のパシフィック大学戦でキャリアハイを更新する38得点を記録した。2月3日のサンタクララ大学戦では大学通算2,000得点を記録した。このシーズンは平均21.2得点、7.5リバウンド、3.2アシストを記録し、2年連続でWCCの最優秀選手賞を受賞。オールアメリカンファーストチームにも選出された。シーズン終了後、新型コロナウイルス感染による在学期間延長の特例措置を利用せず、大学を離れてプロ転向することを発表した。
大学通算で2,307得点を記録。NCAAトーナメントでも歴代6位となる301得点を記録した。

### ウィスコンシン・ハード
2023年のNBAドラフトでは指名はなく、10月2日にミルウォーキー・バックスとのトレーニングキャンプ契約に合意したが、同月18日に解雇された。12日後にNBAGリーグのウィスコンシン・ハードへ加入した。2024年2月1日に左足を骨折する怪我を負い、残りのシーズンを全休することが発表された。

### ストックトン・キングス
10月18日にサクラメント・キングスとの契約に合意したが、直後に解雇された。同月27日にNBAGリーグのストックトン・キングスへ加入した。

### ロングアイランド・ネッツ / ブルックリン・ネッツ
2024年12月30日にトレードでロングアイランド・ネッツへ移籍した。ロングアイランド・ネッツでは29試合に出場し、シーズン平均23.9得点、10.3リバウンド、4.1アシストを記録した。
2025年3月28日にブルックリン・ネッツと複数年契約を結んだ。翌日のロサンゼルス・クリッパーズ戦でNBAデビューを果たし、11得点、10リバウンド、1アシストを記録したが、チームは100-132で敗れた。

## 個人成績

### カレッジ
| シーズン | チーム   | GP  | GS  | MPG  | FG%  | 3P%  | FT%  | RPG | APG | SPG | BPG | PPG  |
| -------- | -------- | --- | --- | ---- | ---- | ---- | ---- | --- | --- | --- | --- | ---- |
| 2019–20  | ゴンザガ | 33  | 4   | 20.5 | .618 | .333 | .611 | 5.4 | 1.3 | .5  | .9  | 9.8  |
| 2020–21  | ゴンザガ | 32  | 32  | 28.2 | .655 | .286 | .696 | 7.0 | 2.3 | .7  | .7  | 19.0 |
| 2021–22  | ゴンザガ | 32  | 32  | 28.0 | .586 | .286 | .678 | 6.8 | 2.8 | .3  | .8  | 18.4 |
| 2022–23  | ゴンザガ | 37  | 37  | 31.5 | .616 | .167 | .632 | 7.5 | 3.2 | .6  | 1.0 | 21.2 |
| 通算     | 通算     | 134 | 105 | 27.2 | .618 | .250 | .656 | 6.7 | 2.4 | .5  | .9  | 17.2 |